# Żdżar (Koszalin)
Pour les articles homonymes, voir Żdżar.
Żdżar [ʐd͡ʐar] (en allemand : Sohrhof) est une colonie dans le district administratif de la gmina de Polanów, dans le comté de Koszalin, dans la voïvodie de Poméranie-occidentale, dans le nord-ouest de la Pologne.

## Géographie
Żdżar se trouve à environ 5 kilomètres (3 mi) au nord-ouest de Polanów, 31 km (19 mi) à l'est de Koszalin, et 158 km (98 mi) au nord-est de la capitale régionale Szczecin.

## Histoire
Avant 1945, la région faisait partie de l'Allemagne.